# Kuna Károly
Kuna Károly (Budapest, 1957. július 23. –) Jászai Mari- és Aase-díjas magyar színész.

## Életpályája
1976–1980 között a Színház- és Filmművészeti Főiskola hallgatója volt. 1980–1984 között, valamint 1989–1998 között a Miskolci Nemzeti Színház tagja volt. 1984–1987 között a kaposvári Csiky Gergely Színházban játszott. 1987–1989 között a győri Kisfaludy Színházban lépett fel. Jelenleg a székesfehérvári Vörösmarty Színház színművésze.

## Méltatás.Lear király - bolond
TERASZ.HU-MGP

| „                  | Kóti csípőnél magasabbra nem emeli kezét. Nem emeli fel hangját klasszikussá, történelmi mesedörgedelemmé. Learje szinte moccanatlanul ül. Tekintetében zajlik le a dráma. Odabenn dúl a kétségek és összeomlások vihara. Kóti figyeli a világot. Teljes erővel megérteni kísérli az emberi természetet. Elkésve tanulja meg, mit fedtek el előle igazi természetüket birodalma elvesztése után azok, akiket ismerni vélt. Kóti előtt fokozatosan nyílik meg a világ. Megtanulja elválasztani az igazat a hamistól, a jót a cselvetéstől, a hízelkedő szeretetet a mohóságtól. Egy nagy színész összefogott, tömör eszközökkel előéli Lear tragikumát. Bensőséges eszközökkel játszik egy csupa külsőséggel operáló előadásban. Hozzáforrott érzelmi visszhangja, kritikai ellenpontja Kuna derű, keserű vidámság mögé rejtett a világot reménytelennek látó Bolondja. Zsebéből kézi-mikrofont húz elő. Abba énekli rigmusait. Legvégül a forgón elesettek, legyilkoltak, megmérgezettek, leszúrtak halomban fekszenek. A megbolondult világban egyetlen józanként világít Kuna Károly Bolondjának embersége. | ” |
| – Molnár Gál Péter | |   |

## Színházi szerepei
A Színházi adattárban regisztrált bemutatóinak száma: 155. Ugyanitt hat színházi fotón is látható.
| - Csehov: Platonov... Porfirij - Ödön von Horváth: Férfiakat Szelistyének... Corvin Mátyás - Witkiewicz: Vízityúk... A fiúcska - Bíró Lajos: Sárga liliom... A fiákkeres - Beaumarchais: Egy bolond nap avagy Figaro házassága... Chérubin - Plautus: A bögre... Antrax - Makszim Gorkij: Kispolgárok... Pjotr - Scarnicci-Tarabusi: Kaviár és lencse... Nicola Vietoris - Buckman-Swift: ...most mind együtt!... Wayne - Csiki László: Álkulcsok... Az ifjú - Bulgakov: Zojka lakása... Bandzsalin - Milne: Micimackó... Malacka - Vian: Mindenkit megnyúzunk!... Heinz - Katajev: A kör négyszögesítése... Iván - Ibsen: Peer Gynt... Szakács - Wedekind: Pandora szelencéje (Lulu)... Hugenberg; Eduard Schwarz - William Shakespeare: Romeo és Júlia... Benvolio; Romeo - Madách Imre: Az ember tragédiája... Mihály; Harmadik népbeli; Saint-Just; Tanítvány; Artur; Rabszolga; Második a népből; Barát; Tiszt; I. munkás; Luther; Ádám - Andrejev: Aki a pofonokat kapja... Tuli - Strauss: A cigánybáró... Gazsi - Weöres Sándor: A kétfejű fenevad... Savoyai Jenő herceg - Majakovszkij: Gőzfürdő... Biciklisztov elvtárs - Barrie: Pán Péter... Misi - Baum: Óz, a nagy varázsló... Henry bácsi; Bádogember - Tersánszky Józsi Jenő: Kakuk Marci... Uccu Jóska - Hajdú Sándor: Szevasz, tavasz!... Jóska - Jacobi Viktor: Leányvásár... Jefferson - Shakespeare: Lear király... Oswald; Bolond - Daněk: Negyven gonosztevő és egy darab ártatlanság... Vakarcs - Handke: Kaspar... Férfi - Schnitzler: Körmagyar... Fiatal elvtárs; Író - William Shakespeare: Macbeth... Malcolm - Dunai Ferenc: A nadrág... - henrik Ibsen: Kísértetek... Osvald Alving - Gozzi: A szarvaskirály... Tartaglia - Csehov: Sirály... Medvegyenko; Trepljov - Schisgal: Szerelem Ó!... Harry - Molnár Ferenc: Liliom... Hugó - Shakespeare: Othello... Cassio - Molière: Úrhatnám polgár... Zenetanár - Büchner: Woyzeck... Woyzeck - Schiller: Stuart Mária... Aubespine - Dumas-Mann: "hölgy kaméliák nélkül"... - Genet: A paravánok... Szaid - Brecht: Kurázsi mama és gyermekei... Eilif - Kálmán Imre: Marica grófnő... Berényi; Jegyző - Horváth Péter: ABC (Gömbvillám a Szív utcában)... Sanyika - Salinger: Habhegyező... Maurice - Shepard-Wenders-Carson: Párizs, Texas... Travis - Wilde: Salome... Yuppie Jokanán; Zsidó Jokanán; Jokanán - Hrabal-Menzel: Sörgyári capriccio... Francin - Molnár Ferenc: Az ibolya... Zeneszerző - Molnár Ferenc: Marsall... Litvay - Molnár Ferenc: Előjáték Lear királyhoz... Dr. Ernő | - Webster: Amalfi hercegnő... - Schiller: Ármány és szerelem... Ferdinánd - Jaroslav Hašek: Svejk vagyok... Josef Svejk alias Miroslav Hajek - Örkény István: Macskajáték... Egérke - Herman: Hello, Dolly!... Cornélius - Jahnn: III. Richárd megkoronázása... III. Richárd - Szophoklész: Antigoné... Haimón - Gogol: A revizor... Bobcsinszkij - Bertolt Brecht: A vágóhidak Szent Johannája... Johanna Dark - Shakespeare: A makrancos hölgy... Lucentio - Dumas: A három testőr... Aramis - Visniec: A pandamedvék története, amiként azt a szaxofonos meséli el, akinek a barátnője Frankfurtban lakik... A Férfi - Eisemann Mihály: XIV. René... Alfonz - Lindgren: Kukacmatyi... Kovász Emil; Kukacmatyi; Narrátor; Szabó; Pincér; Rendőr - Szigligeti Ede: Liliomfi... Liliomfi - Feydeau: Egy hölgy a Maximból... Etienne - Szabó Magda: Sziluett... Vörösmarty; Apa - Weöres Sándor: A holdbeli csónakos... Medvefia - Shakespeare: Lóvátett lovagok... Don Adriano de Armado - Balogh-Kerényi-Lázár: Csíksomlyói passió... Jézus - Szirmai Albert: Mágnás Miska... Pixi gróf - Kane: Megtisztulva... - Bock: Hegedűs a háztetőn... Percsik - Lázár Ervin: Bikfi-bukfenc bukferenc... Ló Szerafin - Kane: Szétbombázva... Ian - Vajda Katalin: Anconai szerelmesek... Giovanni - Kálmán Imre: Csárdáskirálynő... Miska - Legentov: Nem bánok semmit... Camille - Kodály Zoltán: Háry János... Ebelasztin lovag - Shakespeare: Szeget szeggel... Angelo - Ambjornsen: Bolondok háza... Elling - Miller: A salemi boszorkányok... Parris - Heltai Jenő: Tündérlaki lányok... Pista - Shakespeare: Szentivánéji álom... Puck; Philostrat - Kosztolányi Dezső: Édes Anna... Moviszter doktor - Jules Verne: 80 nap alatt a Föld körül... Fix - Szabó Lőrinc: Édes Böske, drága Klári avagy Szabó Lőrinc szerelmei... Szabó Lőrinc - Németh Ákos: Vörös bál... Szamuely - Szép Ernő: Ádámcsutka... Zsül - Schubert-Berté: Három a kislány... Nowotny - Osztrovszkij: Vihar... Borisz - Magni-Zapponi: Legyetek jók, ha tudtok!... Bíboros - Rideg Sándor: Indul a bakterház... Buga Jóska - Molière: Dandin György, avagy a megcsúfolt férj... Clitandre - Zalán Tibor: Angyalok a tetőn... Részeges angyal - Bulgakov: Molière... XIV. Lajos - Parti Nagy Lajos: Tisztújítás... Dr. Heves - Tömöry-Korcsmáros: Csizmás Kandúr... Molnár; Király; V. Színész - Przybyszewska: A Danton-ügy... Robespierre - Mikszáth Kálmán: A Noszty fiú esete Tóth Marival... Stromm - Arthur Miller: Az ügynök halála... Willy Loman - Saint-Exupéry: A kis herceg... Róka - Schwajda György: Himnusz... Az ember - Csehov: Jelenetek a vidéki életből (Ványa bácsi)... . |

### Rendezései
- Harley: Acélmagnóliák (2002)

## Filmjei

### Játékfilmek
- Szegény Dzsoni és Árnika (1983)
- Szép napok (2002)

### Tévéfilmek
- Felelet (1975)
- Rab ember fiai (1979)
- Optimisták (1981)
- Vásár (1985)
- Szomszédok (1989)
- Kisváros (1998–1999)
- Jóban Rosszban (2005–2006)
- Mátyás, a sosem volt királyfi (2006)
- Állomás (2008–2011)
- Egynyári kaland (2017)
- Doktor Balaton (2020–)
- Ítélet és kegyelem (2021)

## Díjai, elismerései
- Jászai Mari-díj (2002)
- Aase-díj (2020)[4]